# چیتاک (گوراویماق)
چیتاک (به ترکی استانبولی: Çıtak) یک منطقهٔ مسکونی در ترکیه است که در گوراویماق واقع شده‌است. چیتاک ۳۱۳ نفر جمعیت دارد.